# UFC Fight Night: Hermansson vs. Cannonier
UFC Fight Night: Hermansson vs. Cannonier (también conocido como UFC on ESPN+ 18 o UFC Fight Night 160) fue un evento de artes marciales mixtas producido por Ultimate Fighting Championship que se llevó a cabo el 28 de septiembre de 2019 en el Royal Arena de Copenhague, Dinamarca.

## Historia
El evento marcó la primera visita de la promoción a Dinamarca.
El evento estelar contó con una pelea de peso mediano entre Jack Hermansson y Jared Cannonier.
Danny Henry estuvo brevemente vinculado a una pelea de peso pluma con Mike Davis en el evento. Sin embargo, Henry se retiró de la pelea por razones no reveladas a mediados de septiembre. A su vez, Davis fue retirado de la cartelera y se espera que sea reprogramado para un evento futuro.
El exretador al Campeonato de peso Wélter de UFC, Thiago Alves estaba programado para enfrentar a Gunnar Nelson en el evento. Sin embargo, Alves se retiró de la pelea a mediados de septiembre debido a una lesión no revelada. Fue reemplazado por Gilbert Burns.
Una pelea de peso mediano entre Alessio Di Chirico y Peter Sobotta estaba programada para el evento. Sin embargo, Sobotta fue forzado a abandonar el combate y fue reemplazado por el recién llegado Makhmud Muradov.

## Premios extras
Los siguientes peleadores recibieron $50,000 en bonos:
- Actuación de la Noche: Jared Cannonier, Ovince Saint Preux, John Phillips y Jack Shore